# Bari (provins)
Bari var en provins i den italienska regionen Apulien. Huvudort i provinsen var Bari. Provinsen var efterföljaren till provinsen Terra di Bari i Kungariket Neapel och etablerades i Kungariket Italien 1862 efter sammanslagningen av Kungariket Bägge Sicilierna och Kungariket Sardinien. Provinsen upphörde den 31 december 2014 och ersattes av storstadsregionen Bari.

## Världsarv i provinsen
- Trulli (kalkstenshusen) i Alberobello världsarv sedan 1996.

## Administration
Provinsen Bari var indelad i 41 comuni (kommuner) 2014.

## Geografi
Provinsen Bari gränsar:
- i norr mot Adriatiska havet
- i öst mot provinsen Brindisi,
- i syd mot provinserna Taranto och Matera
- i väst mot provinserna Foggia, Barletta-Andria-Trani och Potenza